# Valparaíso (kommun i Caquetá, Colombia)
Valparaíso är en kommun i Colombia.   Den ligger i departementet Caquetá, i den sydvästra delen av landet, 400 km söder om huvudstaden Bogotá. Antalet invånare är 11 100.